# 이요 철도 군추선
군추 선(일본어: 郡中線)은 일본 에히메현 마쓰야마시의 마쓰야마시 역부터 이요시의 군추코 역까지를 잇는 이요 철도의 철도 노선이다.

## 노선 정보
- 노선 거리 (영업 거리) : 11.3km
- 궤간 : 1,067mm
- 역 수 : 12역 (기.종점역 포함)
- 복선화 구간 : 없음 (전 구간 단선
- 전철화 구간 : 전 구간 (직류 750V)
- 폐색 방식 : 자동 폐색식
- 최고 속도 : 65km/h
- 차량 기지 : 고마치 차량 공장
- 최대 연락 차량수 : 3량

## 역 목록
| 역 번호    | 역명       | 일어 역명 | 역간 거리 | 영업 거리 | 접속 노선                                                                       | 소재지     | 소재지     |
| ---------- | ---------- | --------- | --------- | --------- | ------------------------------------------------------------------------------- | ---------- | ---------- |
| IY 10 · 01 | 마쓰야마시 | 松山市    | -         | 0.0       | 이요 철도 ■ 다카하마 선 · ■ 요코가와라 선 · 하나조노 선 (마쓰야마시에키마에 역) | 마쓰야마시 | 마쓰야마시 |
| IY 25      | 도바시     | 土橋      | 0.7       | 0.7       |                                                                                 | 마쓰야마시 | 마쓰야마시 |
| IY 26      | 도이다     | 土居田    | 1.5       | 2.2       |                                                                                 | 마쓰야마시 | 마쓰야마시 |
| IY 27      | 요고       | 余戸      | 1.3       | 3.5       |                                                                                 | 마쓰야마시 | 마쓰야마시 |
| IY 28      | 가마타     | 鎌田      | 0.7       | 4.2       |                                                                                 | 마쓰야마시 | 마쓰야마시 |
| IY 29      | 오카다     | 岡田      | 1.4       | 5.6       |                                                                                 | 이요군     | 마사키정   |
| IY 30      | 고이즈미   | 古泉      | 1.0       | 6.6       |                                                                                 | 이요군     | 마사키정   |
| IY 31      | 마사키     | 松前      | 1.3       | 7.9       |                                                                                 | 이요군     | 마사키정   |
| IY 32      | 지조마치   | 地蔵町    | 0.7       | 8.6       |                                                                                 | 이요군     | 마사키정   |
| IY 33      | 신카와     | 新川      | 0.9       | 9.5       |                                                                                 | 이요시     | 이요시     |
| IY 34      | 군추       | 郡中      | 1.2       | 10.7      |                                                                                 | 이요시     | 이요시     |
| IY 35      | 군추코     | 郡中港    | 0.6       | 11.3      | 시코쿠 여객철도 요산선 (이요시역)                                               | 이요시     | 이요시     |